# Brie-sous-Barbezieux
 Brie-sous-Barbezieux  es una población y comuna francesa, en la región de Poitou-Charentes, departamento de Charente, en el distrito de Cognac y cantón de Barbezieux-Saint-Hilaire.

## Demografía
| 150 | 156 | 143 | 146 | 145 | 124 |
| Para los censos de 1962 a 1999 la población legal corresponde a la población sin duplicidades (Fuente: INSEE [Consultar]) |     |     |     |     |     |